# Olympische Sommerspiele 1988/Teilnehmer (Dominikanische Republik)
| Gelbes Symbol für Goldmedaillen mit stilisierten Olympischen Ringen | Graues Symbol für Silbermedaillen mit stilisierten Olympischen Ringen | Braundes Symbol für Bronzemedaillen mit stilisierten Olympischen Ringen |
| ------------------------------------------------------------------- | --------------------------------------------------------------------- | ----------------------------------------------------------------------- |
| —                                                                   | —                                                                     | —                                                                       |

Die Dominikanische Republik nahm an den Olympischen Sommerspielen 1988 in Seoul, Südkorea, mit einer Delegation von 16 Sportlern (15 Männer und eine Frau) teil.

## Teilnehmer nach Sportarten

### Boxen
- Jesús Beltre
Halbfliegengewicht: 9. Platz

- Meluin de Leon
Fliegengewicht: 5. Platz

- Emilio Villegas
Federgewicht: 33. Platz

- José Saizozema
Halbweltergewicht: 17. Platz

- Pedro Fria
Weltergewicht: 33. Platz

### Gewichtheben
- Cristian Rivera
Bantamgewicht: DNF

- Frank Pérez
Leichtschwergewicht: 10. Platz

- Francisco Guzman
Mittelschwergewicht: 18. Platz

- José Miguel Guzman
Superschwergewicht: 13. Platz

### Judo
- Gilberto García
Superleichtgewicht: 20. Platz

### Leichtathletik
- Juan Núñez
100 Meter: Halbfinale

- Evaristo Ortíz
100 Meter: Vorläufe

- Modesto Castillo
110 Meter Hürden: Viertelfinale

### Tischtennis
- Mario Álvarez
Einzel: 49. Platz
Doppel: 25. Platz

- Raymundo Fermín
Einzel: 57. Platz
Doppel: 25. Platz

- Blanca Alejo
Frauen, Einzel: 41. Platz